# ザ・ナイト・マイ・ナンバー・ケイム・アップ
『ザ・ナイト・マイ・ナンバー・ケイム・アップ』（The Night My Number Came Up）は、1955年のイギリス映画。監督はレジー・ノーマン、主演はマイケル・レッドグレイヴとシェリア・シムおよびアレクサンダー・ノックス。脚本はロバート・C・シェリフが、イギリス空軍中将だったビクター・ゴダードが体験した実話に基づいて執筆した。製作はイーリング・スタジオ。日本では未公開で、記事名は原題である。タイトルは「幸運に恵まれた夜」といった意味。

## あらすじ
イギリス空軍のハーディ中将は香港の晩餐会で、参会者のリンゼイ司令官からハーディとその一行の乗ったダコタ輸送機が岩の多い海岸に墜落する夢を見た話を聞かされる。中将は翌日所用で東京に行くことになっていたが、予定していた飛行とリンゼイの夢は多くの点で違っていたため、気にすることはなかった。
しかし、当日実際の飛行が進むにつれて、細かな点までが夢と重なるように状況が変わっていく。そして、飛行機は日本の岩の多い海岸に墜落した。

## キャスト
- マイケル・レッドグレイヴ -  ハーディ空軍中将
- シェリア・シム -  メアリー・キャンベル
- アレクサンダー・ノックス  - ロバートソン
- デンホルム・エリオット - マッケンジー
- ウルスラ・ジーンズ（英語版） - ロバートソン夫人
- ラルフ・トルーマン - ウェインライト卿
- マイケル・ホーダーン - リンゼイ司令官
- ナイジェル・ストック - 操縦士
- ビル・ケール（英語版） -  兵士
- アルフィー・バス（英語版） - 兵士
- ジョージ・ローズ（英語版） - ビジネスマン
- ビクター・マーデルン（英語版） - 技術者